# Zębiełek zaciekły
Zębiełek zaciekły (Crocidura desperata) – gatunek owadożernego ssaka z rodziny ryjówkowatych. Ssak ten znany jest jedynie z kilku osobników. Występuje endemicznie w górach Rungwa w południowej Tanzanii w strefie bambusa powyżej 1500 m n.p.m. Zamieszkuje górskie, wilgotne lasy tropikalne. Mały ssak o długości ciała wynoszącej 45-140 mm, ogona 45-90 mm. Osiąga masę ciała 11-40 g. W Czerwonej księdze gatunków zagrożonych Międzynarodowej Unii Ochrony Przyrody i Jej Zasobów został zaliczony do kategorii EN (zagrożony wyginięciem).